# Luis Ángel de los Santos
Luis Ángel de los Santos Grossi (nascido em 8 de junho de 1926) é um ex-ciclista uruguaio. Representou o Uruguai em duas edições dos Jogos Olímpicos (Londres 1948 e Helsinque 1952).